# وحدوية مجرية

خريطة الإمبراطورية النمساوية المجرية: تمثل المنطقة الخضراء الجزء الرئيسي من مملكة المجر، بينما تمثل المنطقة الحمراء مملكة كرواتيا وسلافونيا المستقلة داخل مملكة المجر. تشمل هذه المناطق حدود مملكة المجر داخل ملكية هابسبورغ.

الوحدوية المجرية أو المجر الكبرى هي أفكار سياسية وحدوية وتعديلية مرتبطة باسترداد المجر لأراضي مملكة المجر التاريخية. ترتبط الفكرة بمدرسة المراجعة التاريخية المجرية التي تهدف إلى استعادة السيطرة على المناطق المأهولة بالسكان المجر في البلدان المجاورة لالمجر. لم يستخدم المؤرخون المجريون مصطلح المجر الكبرى، لأن مصطلح «المجر التاريخية» وضع لأول مرة من قبل مملكة المجر قبل عام 1920.
وضعت الحدود الحالية لدولة المجر بموجب معاهدة تريانون. حصلت مملكة المجر على ما نسبته 72% من المساحة التي كانت تطالب بها قبل الحرب، فيما خسرت ثلثي السكان، حوالي 5 ملايين نسمة، منهم مجريون. قبل الحرب، مثل المجريون ما نسبته 54% من سكان مملكة المجر. بعد توقيع المعاهدة، ظهرت الرغبة بإلغاء بعض بنودها عند العديد من القادة المجريين. حظي هذا الهدف السياسي باهتمام أكبر مع الوقت، وأصبح، خلال الحرب العالمية الثانية، مصدر قلق وطني خطير.
قاد الفكر الوحدوي، في ثلاثينيات القرن العشرين، المجر إلى تشكيل تحالف مع ألمانيا النازية بقيادة هتلر. قالت الكاتبة إيفا بالوغ: «تعزى مشاركة المجر في الحرب العالمية الثانية إلى الرغبة في تعديل معاهدة تريانون بغية استعادة الأراضي التي فقدتها المجر في الحرب العالمية الأولى. كانت هذه السياسة التحريفية حجر الأساس في السياسة المجرية الخارجية في فترة ما بين الحربين العالميتين».
نجحت المجر، بدعم من دول المحور، بالسيطرة (ولو بشكل مؤقت) على بعض مناطق مملكتها السابقة، إذ استعادت، بموجب قرار فيينا التحكيمي الأول في عام 1938، مناطق جنوب تشيكوسلوفاكيا المأهولة -بشكل أساسي- من قبل المجريين، بينما استعادت، بموجب منحة فيينا الثانية في عام 1940، مناطق شمالي ترانسلفانيا المأهولة من قبل مجموعة مختلطة من الأعراق. تمكنت المجر أيضًا، من خلال الحملات العسكرية عام 1941، من السيطرة على مناطق من إقليم روثينيا الكارباتية في عام 1939، ومناطق باشكا وبارانيا وماجيموريه وبريكورج المأهولة من قبل مجموعات عرقية متنوعة (الاحتلال المجري للأراضي اليوغوسلافية). بعد انتهاء الحرب العالمية الثانية، عادت حدود دولة المجر كما أقرتها معاهدة تريانون، مع نقل ثلاث قرى مجرية للسيطرة التشيكوسلوفاكية. تعد هذه القرى الثلاث اليوم جزءًا من العاصمة السلوفاكية، براتيسلافا.

## تاريخ

### خلفية

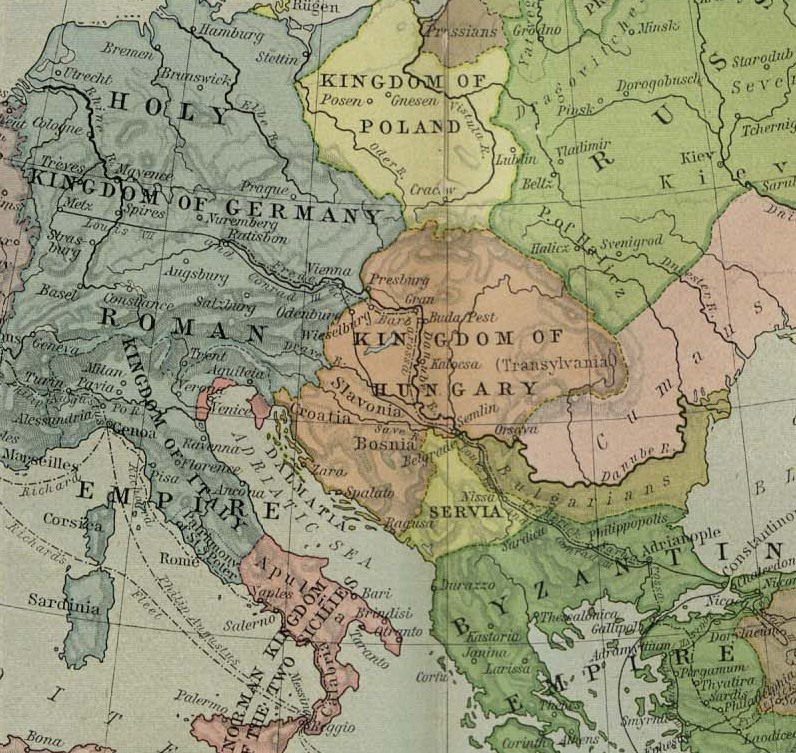
خريطة مملكة المجر (باللون البني) عام 1190 تقريبًا.

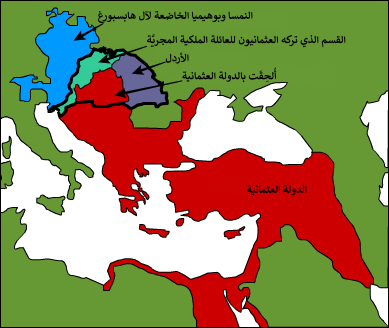
تقسيم مملكة المجر عام 1541.

تأسست مملكة المجر المستقلة عام 1000 ميلادية، وظلت قوة إقليمية في القارة الأوروبية حتى فتحت الدولة العثمانية أراضيها الرئيسية في عام 1526 بعد معركة موهاج. في عام 1541، قسمت أراضي مملكة المجر السابقة إلى ثلاثة أجزاء: بقيت مناطق مملكة المجر في الشمال والغرب، تحت حكم آل هابسبورغ، وسيطر العثمانيون على الأجزاء الجنوبية والوسطى من مملكة المجر السابقة، بينما شُكلت المملكة المجرية الشرقية (التي أصبحت تعرف لاحقًا باسم إمارة ترانسيلفانيا) بصفتها كيانًا إداريًا شبه مستقل تحت السيادة العثمانية. بعد الفتح العثماني لمملكة المجر، أصبحت التركيبة العرقية للمملكة أكثر تعددًا وتنوعًا بسبب الهجرة إلى المناطق ذات الكثافة السكانية المنخفضة. غزت ملكية هابسبورغ، بين عامي 1683 و1717 جميع الأراضي العثمانية التي كانت، قبل عام 1526 جزءًا من مملكة المجر، ودمج بعض منها في مملكة المجر.
بعد قمع الثورة المجرية لعامي 1848-1849، حُلت مملكة المجر ومجلسها البرلماني، وقسمت أراضي مملكة المجر إلى خمس مناطق هي بودابست وبودا، وشوبرون، وبراتيسلافا، وكوشيتسه، وأوراديا وقعت تحت السيطرة المباشرة لفيينا، بنما انفصلت كل من كرواتيا وسلافونيا وفويفودية صربيا وبانات تيميشوار عن مملكة المجر بين عامي 1849 و 1860. مع ذلك، فشل الحكم المركزي الجديد في خلق حالة من الاستقرار في المنطقة، وتحولت الإمبراطورية النمساوية، بعد سلسلة من الهزائم العسكرية، وبموجب التسوية النمساوية المجرية لعام 1867، إلى الإمبراطورية النمساوية المجرية، وتحولت مملكة المجر إلى أحد كيانين أساسيين يشكلان معًا نظامًا ملكيًا مزدوجًا جديدًا، وأصبحت تتمتع بحكم ذاتي يعطيها صلاحية إدارة شؤونها الداخلية.
وُلد عدد كبير من الشخصيات التي تعتبر مهمة في الثقافة المجرية في المناطق التي تعرف اليوم برومانيا وسلوفاكيا وبولندا وأوكرانيا والنمسا. تشير العديد من أسماء الأطباق والألقاب الشائعة والأمثال والأقوال والأغاني الشعبية المجرية وغيرها إلى هذه الرابطة الثقافية الغنية. بعد عام 1857، أصبحت المجموعات العرقية غير المجرية عرضة لسياسة التحويل إلى المجرية.

خريطة مملكة المجر قبل عام 1918.

تمثلت أبرز الممارسات المرتبطة بسياسة التحول إلى المجرية بالترويج للغة المجرية بصفتها اللغة الرسمية في البلاد (لتحل محل اللغتين اللاتينية والألمانية)، وعلى حساب اللغات السلافية الغربية واللغة الرومانية. اعتمدت الحكومة الجديدة لمملكة المجر المتمتعة بالحكم الذاتي قوانين جديدة تؤكد على القومية المجرية للدولة وعلى ضرورة اندماج الشعوب الأخرى التي تعيش في مملكة المجر (من ألمان ويهود ورومانين وسلوفاكيين وبولنديين وروسينيين وغيرها من الإثنيات). (استثني الكرواتيون، إلى حد ما، من تلك القوانين، إذ تمتعوا بدرجة لا بأس بها من الحكم الذاتي داخل المملكة الكرواتية السلوفينية التابعة لمملكة المجر).

### الحرب العالمية الأولى

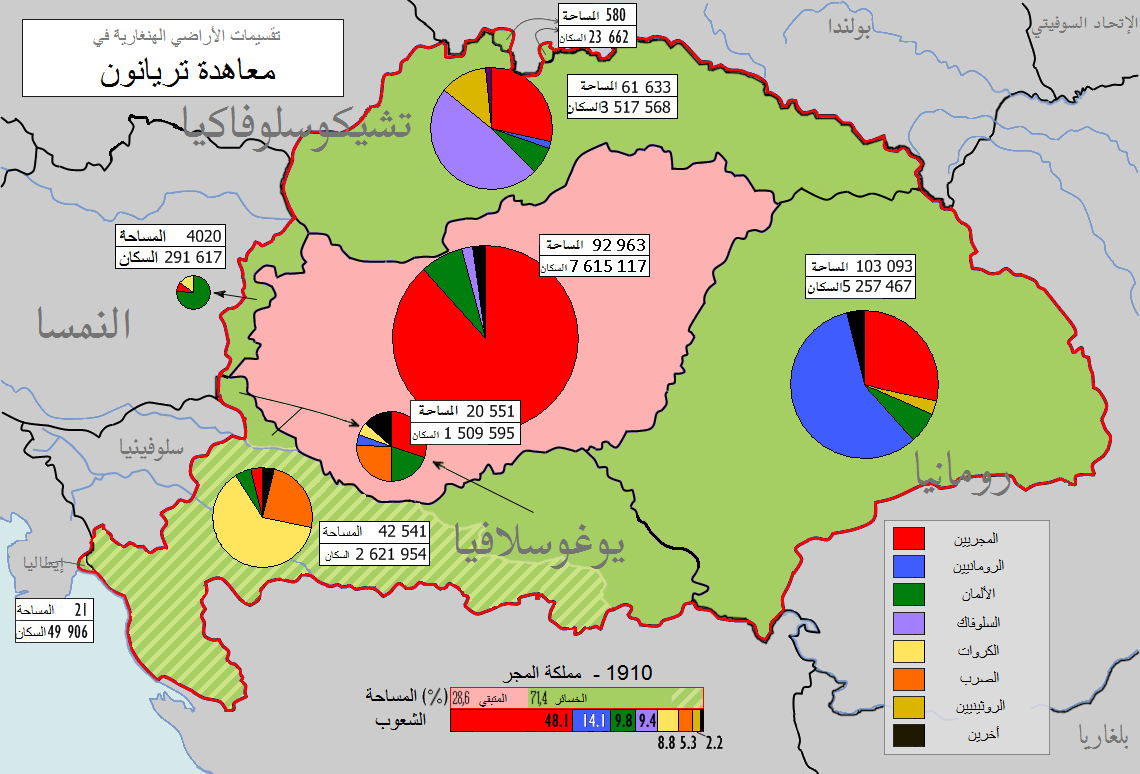
خريطة توضح الأراضي التي تنازلت عنها المجر بموجب معاهدة تريانون ونسب الإثنيات بين سكانها.

أعادت معاهدات السلام الموقعة بعد الحرب العالمية الأولى تحديد حدود الدول الأوروبية. أعطى تفكك الإمبراطورية النمساوية المجرية، بعد هزيمتها في الحرب العالمية الأولى، القوميات القديمة الخاضعة للنظام الملكي فرصة لتشكيل دولهم القومية (مع ذلك، أصبحت معظم الدول الجديدة دولًا متعددة الأعراق يحمل مواطنوها جنسيات متنوعة). وضعت معاهدة تريانون لعام 1920 حدود الدولة المجرية الجديدة، وأصبحت بذلك المناطق السلوفاكية والروسينية، بما في ذلك الأجزاء ذات الأغلبية المجرية، جزءًا من دولة تشيكوسلوفاكيا الجديدة. أصبحت ترانسلفانيا وأجزاء واسعة من منطقة بانات تابعة لرومانيا، بينما أصبحت المملكة الكرواتية السلوفينية مع المناطق الجنوبية الأخرى جزءًا من دولة يوغوسلافيا الجديدة.
اشتملت حجج الوحدويين المجريين في دعواتهم لتعديل خريطة بلادهم إلى وجود مناطق ذات أغلبية مجرية في البلدان المجاورة، وإلى التقاليد التاريخية لمملكة المجر إضافة إلى التكافل الاقتصادي في المنطقة الواقعة داخل حوض بانونيا. مع ذلك، فضل بعض الوحدويين المجريين استعادة المناطق ذات الأغلبية العرقية المجرية المحيطة بالمجر فقط.
تراجع عدد سكان المجر بعد توقيع معاهدة تريانون إلى النصف تقريبًا. كان أغلب سكان أراضي مملكة المجر، الذين لم يبقوا سكانًا للمجر بعد توقيع معاهدة تريانون، غير مجريين. مع ذلك، ضمت أراضي المجر بعد المعاهدة نسبة كبيرة من المجريين، واشتملت على أراض واسعة تقطنها أغلبية مجرية.